# 貓影特工
《貓影特工 太極星貓的崛起》（TAICHI CATS - RISING OF THE 1ST SQUAD）是一部2019年1月18日上映的台灣動畫電影，花费8年製作。主要劇情是四隻太極星貓解決全球能源危機。導演想透過電影表達「再大的困難，你只要相信自己就能渡過」。為導演創作第一部電影《夢見》前，便開始發展的作品。

## 劇情簡介
世界上最嬌小的特務組織「貓影特工」是由一群武術高手太極星貓與人類締結盟約所組成的祕密組織，其中以巴狄為首的第一小隊，每個月的出勤績效都勇冠群雄。然而，儘管績效卓越，個性強烈的成員往往會額外惹出一大堆的麻煩事來。這一次，一個看似簡單的攔截任務，卻因為巴狄的我行我素，使得第一小隊面臨解散的危機，也牽扯出背後規模龐大的祕密陰謀。

## 登場人物
- 巴狄：炎亞綸（首次擔任配音[7]）
- 卡利：劉鵬傑
- 凱西：楊小黎[8]
- 毛球：賀宇傑
- 八角：
- 瑪吉克：
- 星貓博士：胡立成
- 張將軍：孫德誠[9]

## 製作
為使用動作捕捉進行拍攝，導致動畫創作過程繁複，歷時8年才完成。片中的武術動作，分別由王傑跟李章智擔任顧問，周育生等武術老師指導。另於府中15新北市動畫故事館有特展開幕，展出製作過程相關的資料。
具製作人周林山所說，電影原先已經錄音完畢，因後製和劇情調整延至2019年上映。

## 外部連結
- 貓影特工的Facebook專頁